# Music On Console
Music On Console (MOC) es un reproductor de audio digital para consola de Linux/Unix que emplea las librerías ncurses. Fue escrita originalmente por Damian Pietras y actualmente es desarrollado por John Fitzgerald.

## Características
Emplea las librerías ncurses, soporta esquema de colores, teclas rápidas, menús, y lectura de etiquetas. Soporta las interfaces de audio ALSA, OSS, SNDIO y JACK. Puede reproducir los formatos MP3, Ogg Vorbis, FLAC, Musepack (mpc), Speex, Opus, WAVE entre otros.